# مایک باست: مدیر تیم ملی انگلستان
مایک باست: مدیر تیم ملی انگلستان (انگلیسی: Mike Bassett: England Manager) یک فیلم کمدی طنز به کارگردانی استیو بارون است که در سال ۲۰۰۱ منتشر شد.

## بازیگران

### بازیگران اصلی و مکمل
- مارتین بشیر
- آماندا ردمن
- بردلی والش
- فیلیپ جکسون
- رابی جی
- جف بل
- مالکوم تریس
- اولریش تامسن
- لوید مک‌گوایر
- وینسنت مرزلو
- دین لنوکس کلی

### حضور افتخاری
- پله
- رونالدو
- اتمیک کیتن
- کیت آلن
- بری ونیسون
- مارتین تایلر